# 1994 год в Азербайджане

## Январь
- 6 января — Принят закон «О пограничных войсках»[1]

## Февраль
- 1 февраля — Взрыв пассажирского поезда, следовавшего по маршруту Кисловодск — Баку. В результате взрыва погибло 10 человек[2]
- «»8 февраля — Принят закон «О статусе внутренних войск»[1]
- 25 февраля — Создан «Yelo Bank[азерб.]»[3]

## Март
- 19 марта — Взрыв на станции «20 января» Бакинского метрополитена[4][5]

## Май
- 4 мая — Азербайджан присоединился к программе НАТО «Партнёрство во имя мира»[6]
- 5 мая — Подписание Бишкекского протокола о прекращении огня[7][8]
- 12 мая — Вступление в силу Соглашения о прекращении огня. Прекращение военных действий в рамках Первой карабахской войны
- 28 мая — Начала вещание радиостанция ANS FM[азерб.]

## Июнь
- 14 июня
  - Принят закон «Об удостоверении личности гражданина Азербайджана»[9]
  - Принят закон «О выезде из страны, въезде в страну и паспортах»[10]
- 22 июня — Подписание соглашения между Правительством Российской Федерации и Правительством Азербайджана об обмене правовой информацией[11]
- 24 июня
  - Учреждено Постоянное представительство Азербайджана при международных организациях в Брюсселе
  - Учреждено Постоянное представительство Азербайджана при международных организациях в Женеве.

## Июль
- 3 июля — Взрыв на станции Бакинского метрополитена между станциями «28 мая» и «Гянджлик»[12]
- 19 июля — Присоединение к Конвенции Международной Организации Труда «Об оплачиваемых отпусках»
- 25 июля — Назначение посла Азербайджана во Франции и организация деятельности посольства[13]

## Сентябрь
- 20 сентября — Подписание «Контракта века»[14][15]

## Октябрь
- 6 октября — Создана авиакомпания «Imair Airlines[англ.]»[16]
- 15 октября — 18 октября (День государственной независимости) объявлен государственным праздником Азербайджана[17]

## Ноябрь
- 10 ноября — Парламентская ассамблея Совета Европы приняла резолюцию 1047 о конфликте в Нагорном Карабахе[18]

## Без точных дат
- Верховный Совет Азербайджана переименован в Милли Меджлис.
- Вхождение Федерации гимнастики Азербайджана в состав Международной Федерации Гимнастики[19]
- АФФА была принята в УЕФА и ФИФА

## Умерли
- 9 апреля — Мамед Мубариз Ализаде, востоковед[20]
- 15 августа — Габиб Байрамов, тарист
- 6 ноября — Ибрагим Ибрагимов, математик
- 9 ноября — Байрам Байрамов, писатель